# Декларация о правах лиц с инвалидностью
Декларация прав лиц с инвалидностью — декларация Генеральной Ассамблеи Организации Объединенных Наций от 9 декабря 1975 года. Это 3447-я резолюция Генеральной Ассамблеи.
Как Резолюция Ассамблеи, она носит рекомендательных характер для государств-членов, однако она образует основу, которую можно использовать для целей международного и внутреннего права.
Она состоит из длинной преамбулы и тринадцати положений, которые широко продвигают права людей с инвалидностью.
В 2007 году была принята Конвенция о правах лиц с инвалидностью.

## Положения
В Декларации содержится тринадцать различных положений:
1. Определение термина «лицо с инвалидностью»: "- это любое лицо, неспособное самостоятельно обеспечить, полностью или частично, потребности нормальной индивидуальной и / или общественной жизни в результате недостатка, врождённого или нет, в его или её физических или умственных способностях ".
2. Утверждение, что эти права применимы ко всем лицам с инвалидностью «без каких-либо исключений и без различия или дискриминации по признаку расы, цвета кожи, пола, языка, религии, политических или иных взглядов, национального или социального происхождения, благосостояния, рождения или каких-либо других ситуаций, относящихся либо к самому человеку с инвалидностью, либо к его семье».
3. Право на уважение человеческого достоинства .
4. Право на такие же гражданские и политические права, что и у других людей.
5. Право на меры, направленные на самообеспеченность.
6. Право на медицинское, психологическое и функциональное лечение по мере необходимости.
7. Право на экономическое и социальное обеспечение, включая право на труд .
8. Право на учёт особых потребностей на всех этапах экономического и социального планирования.
9. Право жить со своими семьями или с приёмными родителями и участвовать во всех социальных, творческих или развлекательных мероприятиях.
10. Право на защиту от эксплуатации, дискриминации и насилия.
11. Право на квалифицированную юридическую помощь.
12. Право консультироваться с организациями по вопросам лиц с инвалидностью.
13. Право на получение полной информации о правах, провозглашенных в Декларации.[1]

## Дополнительные материалы
- Хронология Организации Объединённых Наций и лиц с ограниченными возможностями, 1945—1980 гг.
- Хронология Организации Объединённых Наций и лиц с ограниченными возможностями: 1980-е годы — настоящее время